# 福間駅
福間駅（ふくまえき）は、福岡県福津市中央三丁目にある、九州旅客鉄道（JR九州）鹿児島本線の駅である。駅番号はJA11。
1972年3月15日国鉄ダイヤ改正の際に快速停車駅となり、その後1980年10月1日国鉄ダイヤ改正時に、それまで運行されていた特別快速と快速が統廃合された際に一旦快速停車駅から外され、一時普通列車のみの停車駅となったことがあったが、程なくして再び快速停車駅となった。また現在では朝夕にのみ運行される特急「きらめき」「リレーかもめ」「かささぎ」の停車駅となっているほか、「ソニック」も朝夕の一部便が停車する。宮地嶽神社の最寄り駅である事から大晦日から元日にかけては多数の臨時・団体列車が発着していたが、2023年現在は設定されていない。

## 歴史

### 年表

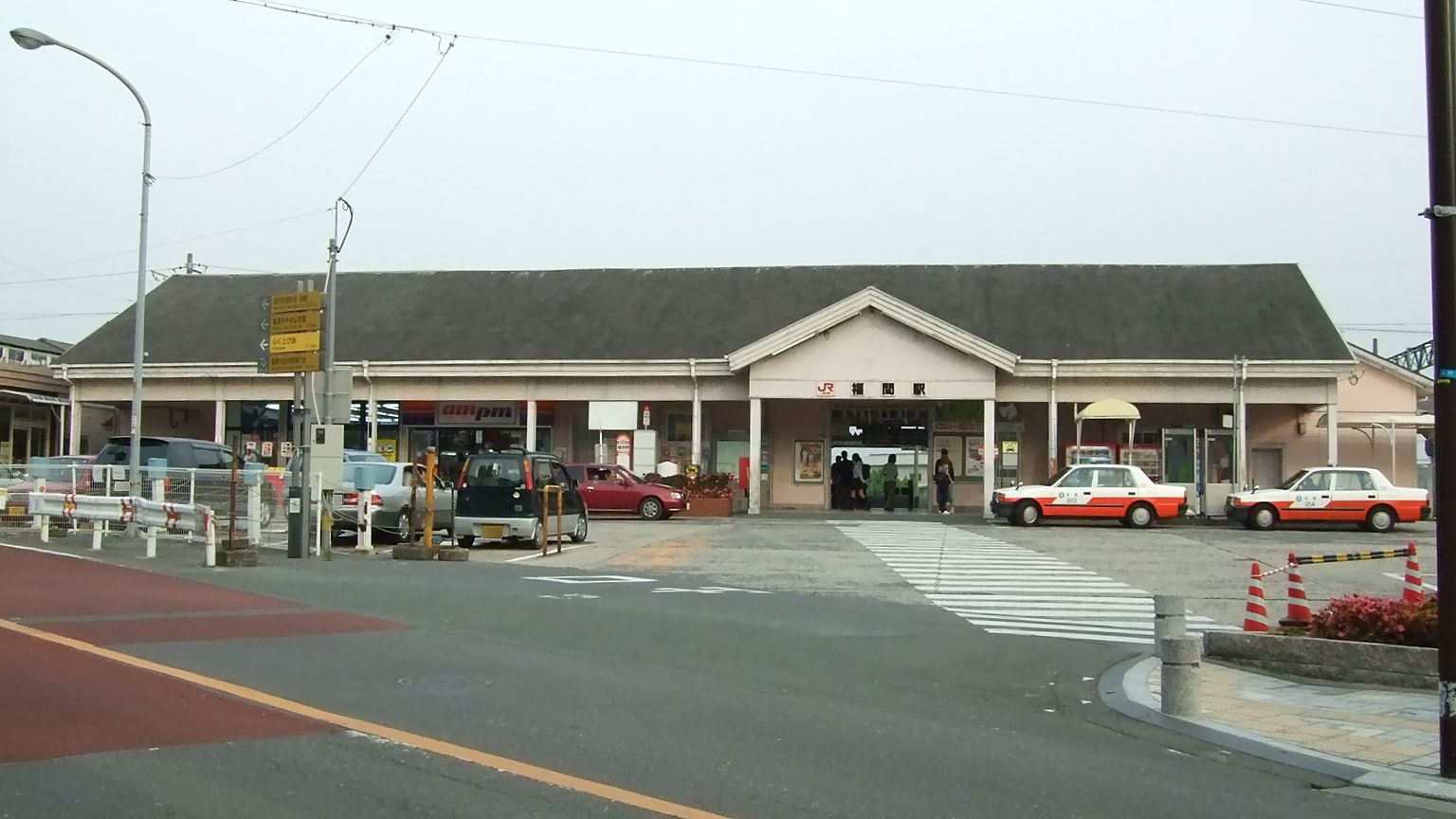
旧駅舎と駅前広場（2008年5月）

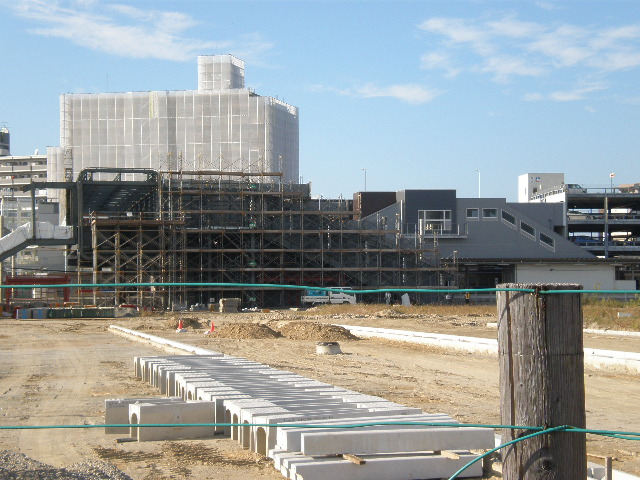
建設当時の東口駅舎（2010年10月）

- 1890年（明治23年）9月28日：九州鉄道（初代）博多駅 - 赤間駅間の開通に伴い、開業[1]。
- 1907年（明治40年）7月1日：九州鉄道が国有化[1][3]。官設鉄道に移管。
- 1911年（明治44年）：跨線橋設置。駅舎を博多側に100m移動。
- 1945年（昭和20年）
  - 3月：上西郷地区に建設された陸軍軍用倉庫向け引込線急設。
  - 9月：終戦により上西郷地区への引込線撤去。
- 1961年（昭和36年）6月1日：門司港駅 - 久留米駅間が電化[4]。貨物の取り扱いを廃止[5]。
- 1963年（昭和38年）9月：4・5番ホーム増設。
- 1985年（昭和60年）3月14日：荷物扱い廃止[5]。
- 1987年（昭和62年）
  - 3月20日：国鉄民営化を控え駅本屋改築[6]。
  - 4月1日：国鉄分割民営化に伴い、九州旅客鉄道（JR九州）の駅となる[7]。
- 2000年（平成12年）3月11日：自動改札機を設置し、供用開始[8]。
- 2007年（平成19年）：駅東地区土地区画整理事業[9]および駅舎改築工事開始[10]。
- 2008年（平成20年）11月11日：立体駐車場供用開始[2]。
- 2009年（平成21年）3月1日：ICカード「SUGOCA」の利用が可能となる[11]。
  - 2月27日：新駅舎供用開始[12]。自由通路一部完成（西口側）。
  - 4月2日：西口駅前広場の一部供用開始。
- 2011年（平成23年）
  - 2月5日：自由通路供用開始[13]。東口駅前広場の一部供用開始[13]。四角踏切廃止[13]。
  - 2月中旬：3番のりば供用開始。
  - 2月17日：西口駅前広場（拡張部分）供用開始。バス・タクシーのりばが正式な位置にて運用開始。※一般車用コイン駐車場はこの時点では未完成。供用開始は4月。
  - 4月 - 東口駅前広場供用開始[13]。
- 2019年（平成31年）4月1日：JR九州サービスサポート株式会社による業務委託駅となる[14]。
- 2020年（令和2年）5月18日：鞍手県道踏切（駅舎西側）に接続する福間駅松原線の工事に伴い、同日14時から終日車両通行止め開始。歩行者及び自転車専用踏切に運用変更[15]。
- 2022年（令和4年）4月1日：1番のりばと4番のりばに自由席特急券の券売機（現金限定）が設置、運用開始。同年3月12日のダイヤ修正（JR九州は同年のダイヤ改正を西九州新幹線開業日の9月23日に行うと発表）により特急列車の停車本数が増えたため（加えて、同日から車内での自由席特急券販売価格が駅売り価格の200円増しとされたため）。
- 2023年（令和5年）10月1日：駅体制の見直しに伴い、これまでJR九州サービスサポートによる駅業務受託となっていた業務委託駅から[16]、九州旅客鉄道本体による直営駅へと変更される[17]。

### 駅名の由来
開業時の地名（宗像郡下西郷村字福間浦）が由来。「福間」は古くは「福満（ふくま）」とも読まれ、荘園の多い土地であった。

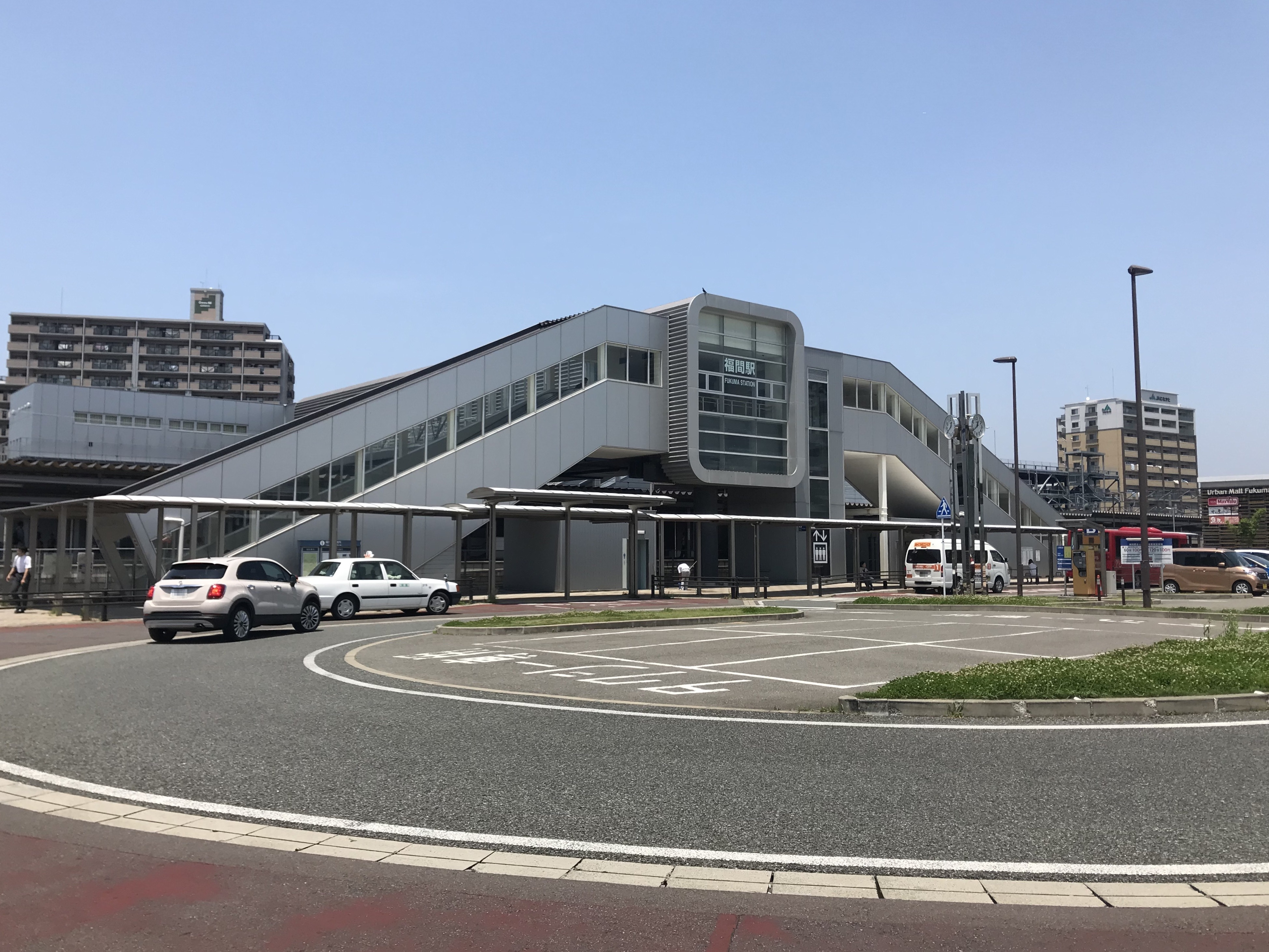
西口（2018年6月）

地名の由来はよく判っていないが、「福」は縁起の良いとされる佳字、「間」は「船着場」や「漁港」を意味し、この地が古代から西郷川の河口に築かれた港町で、「この港町に福が訪れるように」との意味合いで「福間」と名付けられたと言われる。

## 駅構造
単式ホーム1面1線、島式ホーム2面4線の計3面5線のホームを有する地上駅。2番のりばは上り到着・下り出発、3番のりばは両方向の折り返し運転が可能で、実際に当駅折り返しの列車が運転されている。
2010年（平成22年）2月27日に新駅舎が開業し、2階に改札がある橋上駅舎となった。
（旧駅舎から約70m門司側に移動）
九州旅客鉄道本体による直営で、みどりの窓口および自動改札機が設置されている。
西口（みやじ口）には2階建て約1,600m2の駅ビルが併設されている。

### のりば
| のりば | 路線       | 方向 | 行先                     | 備考                            |
| ------ | ---------- | ---- | ------------------------ | ------------------------------- |
| 1・2   | 鹿児島本線 | 上り | 折尾・小倉・門司港方面   |                                 |
| 3 - 5  | 鹿児島本線 | 下り | 福工大前・香椎・博多方面 | 一部2番のりば（当駅始発の大半） |

- 西口駅前広場は2010年4月1日に一部供用開始。東口も2011年4月に供用開始。

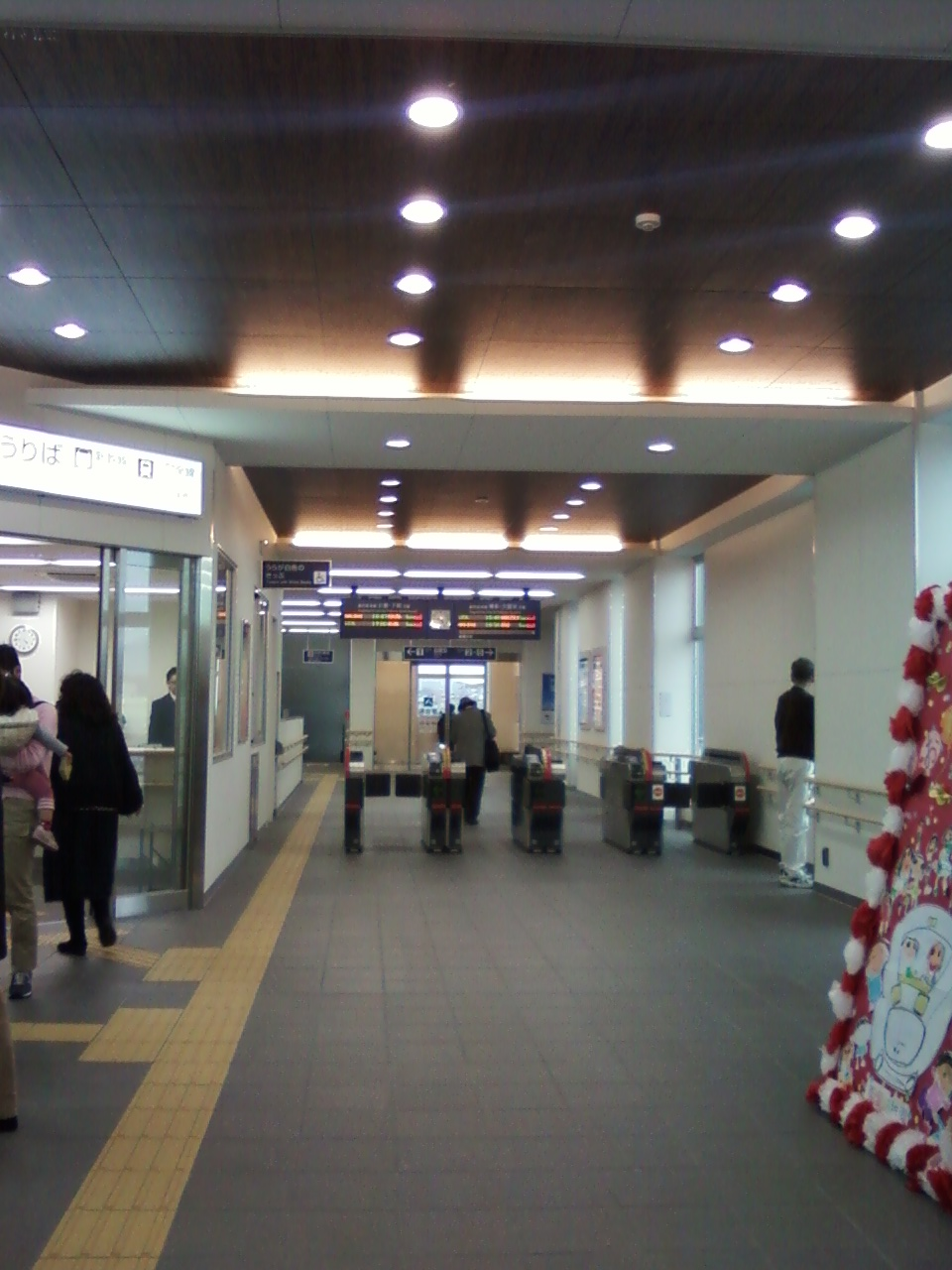
改札口（2010年2月）
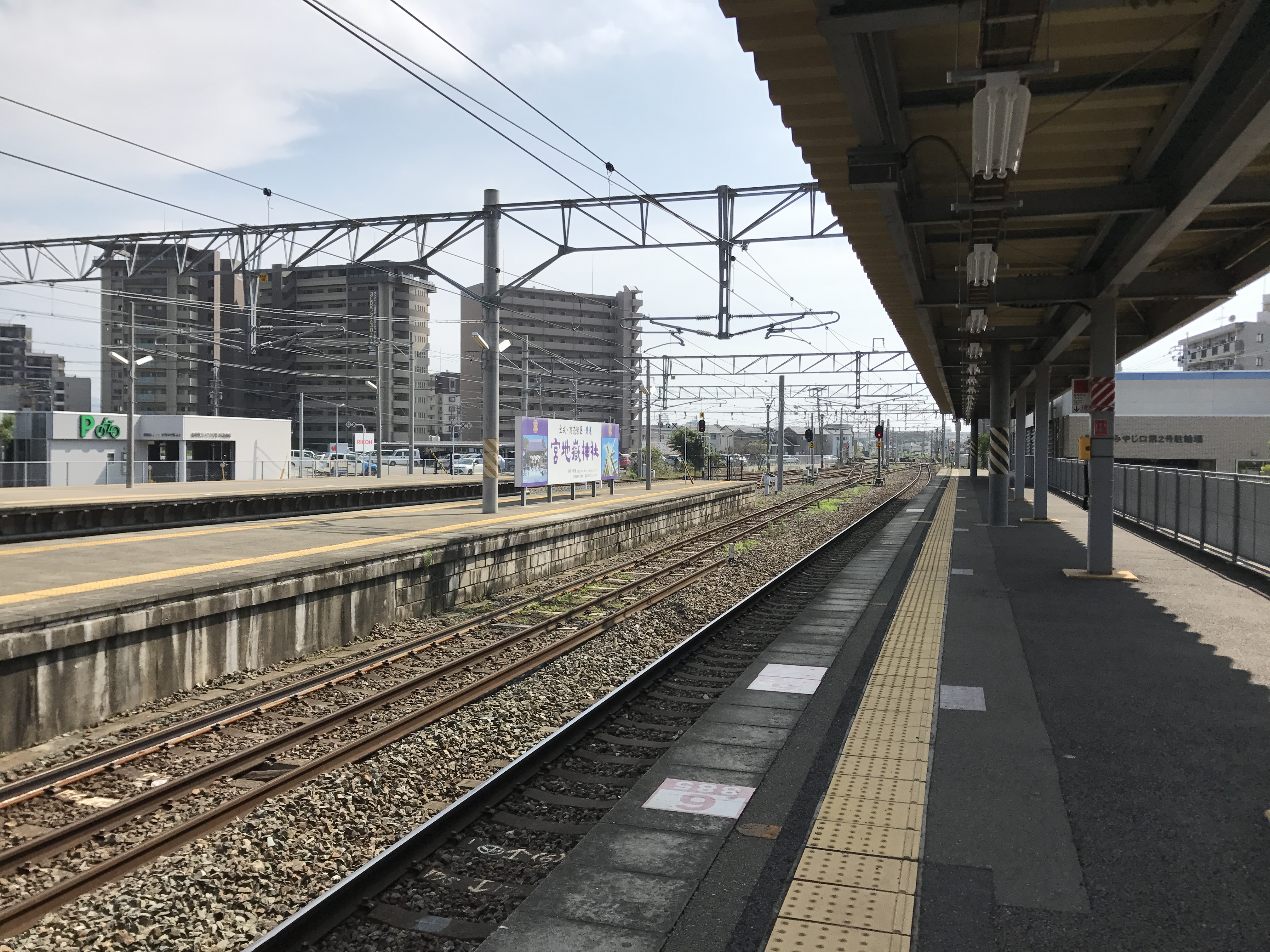
ホーム（2017年7月）
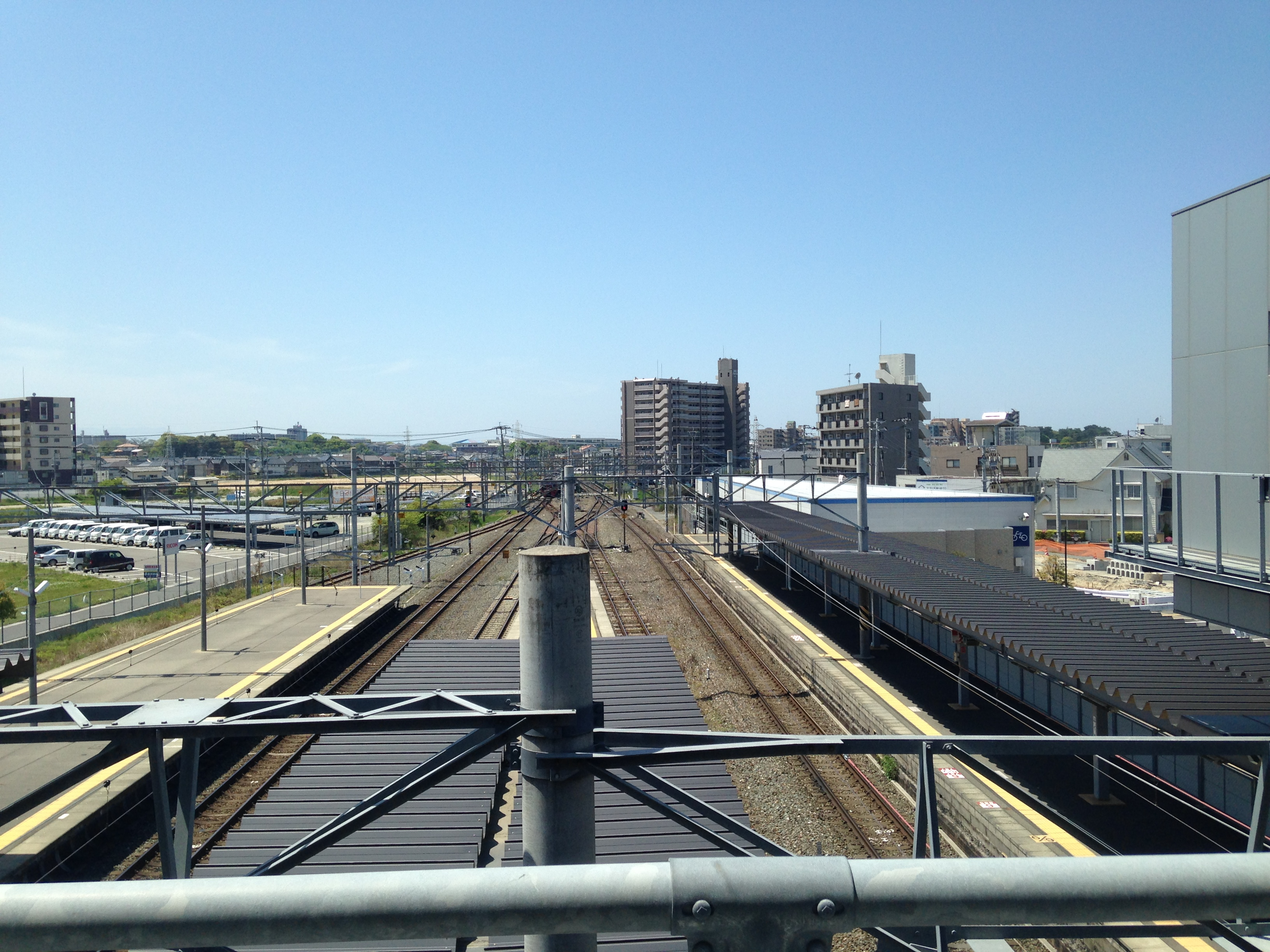
ホーム（2015年4月、跨線橋より）
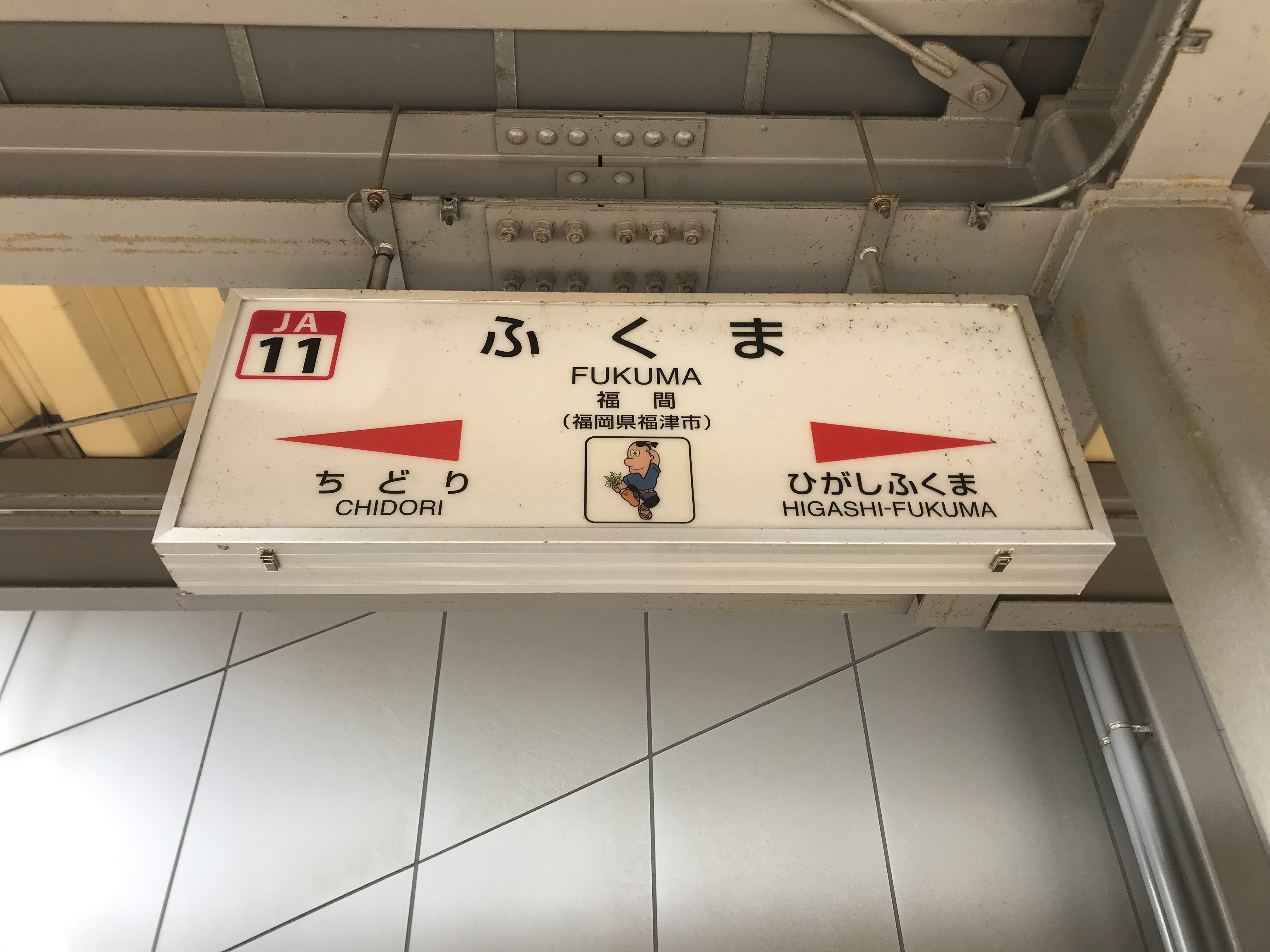
駅名標（下のイラストは旧福間町のマスコット「又ぜー」）

## 駅弁
東筑軒が調製・販売する。主な駅弁は下記の通り。
- 大名道中駕籠かしわ
- かしわめし

## 利用状況
開業時から明治30年代までは、最多であった1900年（明治33年）度でも1日平均乗車人員は437人と不振であったため、貨物収入で損益の均衡を保った。
2023年度の1日平均乗車人員は8,549人であり、JR九州の駅としては第17位である。。
| 乗車人員推移       | 乗車人員推移 |
| 年度               | 1日平均人数  |
| ------------------ | ------------ |
| 2000年（平成12年） | 7,581        |
| 2001年（平成13年） | 7,312        |
| 2002年（平成14年） | 7,034        |
| 2003年（平成15年） | 6,842        |
| 2004年（平成16年） | 6,587        |
| 2005年（平成17年） | 6,513        |
| 2006年（平成18年） | 6,356        |
| 2007年（平成19年） | 6,727        |
| 2008年（平成20年） | 6,626        |
| 2009年（平成21年） | 6,557        |
| 2010年（平成22年） | 6,563        |
| 2011年（平成23年） | 6,729        |
| 2012年（平成24年） | 7,351        |
| 2013年（平成25年） | 7,568        |
| 2014年（平成26年） | 7,612        |
| 2015年（平成27年） | 8,043        |
| 2016年（平成28年） | 8,427        |
| 2017年（平成29年） | 8,652        |
| 2018年（平成30年） | 8,841        |
| 2019年（令和元年） | 9,148        |
| 2020年（令和02年） | 7,305        |
| 2021年（令和03年） | 7,646        |
| 2022年（令和04年） | 8,221        |
| 2023年（令和05年） | 8,549        |

## 駅周辺

### みやじ口側
- 福岡県道30号飯塚福間線
- 宗像警察署福間交番
- 福間駅駐輪場（第1駐輪場が福間駅を出て北九州市側に、第2駐輪場が福間駅を出て福岡市側に）
- 宗像農業協同組合（JAむなかた）福間支店
- 福岡銀行福間支店
- 福津市役所福間庁舎（旧福間町役場）
- 大和町公民館
- 西日本シティ銀行福間支店
- 福間郵便局
- 福間体育センター（旧 勤労者体育センター） - 約1km
- 諏訪神社 - 約1km
- 福津市立福間小学校 - 約1km
- 福津市立福間中学校 - 約1km
- ふくとぴあ（福津市健康福祉総合センター） - 約1km
- フレスポ花見ヶ丘 - 約1km
- 福間病院 - 約1km 当駅から西鉄バス(26A)天神行きを利用、向山で下車。
- 宮地嶽神社 - 約2km 当駅から西鉄バス(1-1)津屋崎橋方面行きを利用、宮地嶽神社前で下車。
- ドラッグストアモリ 福津店
- ディスカウントドラッグコスモス 福間店
- ヤマト運輸福津営業所

### さいごう口側
- アーバンモール福間
- ヤマダアウトレット福間店
- 宗像水光会総合病院 - 約1km JR九州バスが高頻度で運行、水光会総合病院前で下車。
- 福津市立福間南小学校
- イオンモール福津 - 20分おきにJR九州バスより循環バス運行中
- MrMax　Select福津店
- 北九州銀行 福津支店
- ドラッグストアモリ 福間店
- ディスカウントドラッグコスモス 福間駅前店

## バス路線
JR九州バス
- イオンモール福津循環線：イオンモール福津・福間駅さいごう口

福間線がみやじ口（西口）駅前ロータリーに乗り入れていたが、2019年9月30日限りで廃止された。また、福間線の廃止により、みやじ口（西口）駅前ロータリー発着のJRバス路線は無くなったが、後述のイオンモール福津循環線の休憩がみやじ口駅前ロータリーのバス駐車帯で行われているため、時間帯によっては以前と変わらずみやじ口でJR九州バスを見ることができる。
なお、2015年3月までは、光陽台循環（駅バスふくま～る）が乗り入れていた。「駅バスふくま～る」とは一種のコミュニティバスで駅を基点として半径2km程度のエリアを一周するバスである。運賃は運行開始以来100円均一であったが、利用客数減少などにより2012年10月1日より値上げされ160円均一となっていた。朝夕のブルールートについては光陽台団地内・福間駅間という路線の良さから一定の利用があるが、昼間のグリーンルートについては一方向のみの運転であるため、当初見込まれた買い物需要についても行きまたは帰りのみの片側しか利用できないこともあって低迷している。この欠点をカバーするため、本来は福間駅終点であるが、そのまま乗り続けることで次の便でその先へ向かうことが可能な運用となっている。
なお、モータリゼーションの進行等により2008年4月1日のダイヤ改正で粟島神社系統と八並系統が廃止され、福津市によるコミュニティバス「ふくつミニバス」（運行は地元タクシー会社に委託）に移管された。同時に駅バスふくま～るの東福間・若木台系統も同様に廃止・移管されたため、ふくとぴあ - 福間駅 - 若木台循環は廃止された。
西日本鉄道・西鉄バス宗像
- 1-1：津屋崎橋 / 光陽台六丁目
- 1-2：東郷駅前 / 神湊波止場 / 津屋崎橋 / 光陽台六丁目
- 26・26A：赤間営業所 / 光陽台六丁目 / 天神

このほか、西鉄バス宗像は、福間 - 津屋崎のシャトルバスを受託運行していたが、2008年4月1日に「ふくつミニバス」に移管された。また、以前は駅構内には乗り入れず、駅前の県道30号線上にある福間駅前バス停で乗降扱いを行っていた。ただし西鉄宮地岳線の廃止代替路線である5系統は、福間駅の駅前ロータリーで方向転換しながらJRバスのりばで降車扱いを行い（乗り場は従来の西鉄バス停）、目的地へ向かっていたが、2011年2月17日より駅前ロータリーにて乗車も可能となった（現在、5系統は廃止）。このため、みやじ口（西口）駅前広場には、JR九州バスとは別の停車スペースが設けられた。なお、駅舎の建て替えおよび駅前広場の改修工事の完了にともない、2011年4月1日より26及び26Aの天神方面行、1-1及び1-2の津屋崎橋方面行についても駅前ロータリーのバスのりばにて乗降を取り扱うこととなったため、従来からのバス停（県道30号線上・ほっともっと前）は同年3月31日限りで廃止された。
ふくつミニバス
2008年4月1日から運行開始。JR九州バスの八並・粟島神社両系統と駅バスふくま〜るの東福間・若木台系統、西鉄バス宗像に委託されていた福間-津屋崎シャトルバスを引き継ぎ、更に花見や福間漁港、津屋崎勝浦方面に路線を拡張している。運行は福栄タクシーと平和タクシーに委託されており、ワンボックスやマイクロバスにて運行されている。運賃は1回乗車につき中学生以上200円・小学生100円で、ミニバス同士を乗り継ぐ際は半額で利用できる乗り継ぎ券が発行される。なお、中学生以上はWAON決済を利用すると180円になる。休日と年末年始は全便運休。
宮若市コミュニティバス
2019年10月1日から運行開始。JR九州バスの福間線を引き継いだ福間線がさいごう口（東口）駅前ロータリーに乗り入れる。

## 未実現路線
- 宗像軽便鉄道

1918年（大正7年）に当駅から田島村、勝浦村、津屋崎町を経由して東郷駅までの軽便鉄道計画の出願を行っていた。

## 隣の駅
九州旅客鉄道（JR九州）
 鹿児島本線
- 特急「きらめき」「リレーかもめ」「かささぎ」停車駅
- 特急「ソニック」一部停車駅

■快速
東郷駅 (JA13) - 福間駅 (JA11) - 古賀駅 (JA09)
■区間快速（東福間駅停車の区間快速は当駅まで各駅に停車）
東郷駅 (JA13) - （下りの一部は東福間駅 (JA12) ） - 福間駅 (JA11) - 古賀駅 (JA09)
■普通
東福間駅 (JA12) - 福間駅 (JA11) - 千鳥駅 (JA10)